# Resolució 1861 del Consell de Seguretat de les Nacions Unides
La Resolució 1861 del Consell de Seguretat de les Nacions Unides fou adoptada per unanimitat el 14 de gener de 2009. Després de recordar la Resolució 1778 (2007), el Consell ha ampliat el mandat de la Missió de les Nacions Unides a la República Centreafricana i al Txad (MINURCAT) fins al 15 de març de 2010, alhora que decideix que inclogui un màxim de 300 agents de policia, 25 oficials d'enllaç militar, 5.200 efectius militars i un nombre adequat de personal civil per dur a terme el seu mandat.
En virtut del capítol VII de la Carta de les Nacions Unides, el MINURCAT havia de continuar les tasques de l'EUFOR pel que fa protecció de civils en perill, facilitació del lliurament d'ajuda humanitària i protecció del personal de les Nacions Unides i instal·lacions. El Consell va encoratjar als governs del Txad i de la República Centreafricana a que continuessin cooperant amb les Nacions Unides i la Unió Europea per facilitar la transició sense problemes de la EUFOR al MINURCAT.
També estableix que MINURCAT establirà una presència militar permanent a Birao (República Centreafricana) autoritzada a prendre totes les mesures necessàries, en coordinació amb el govern del país, per rescatar civils i treballadors humanitaris en perill i protegir i garantir la seguretat i llibertat de circulació del personal de les Nacions Unides.